# 26922 Samara
26922 Samara este un asteroid din centura principală de asteroizi.

## Descriere
26922 Samara este un asteroid din centura principală de asteroizi. A fost descoperit pe 8 octombrie 1996 la Observatorul La Silla de Eric Walter Elst. Asteroidul prezintă o orbită caracterizată de o semiaxă mare de 3,11 ua, o excentricitate de 0,14 și o înclinație de 2,4° în raport cu ecliptica.